# Choronzon
Choronzon /ˌkoʊˌroʊnˈzoʊn/ ist ein Dämon, der in den Schriften der Okkultisten Edward Kelley und John Dee aus dem 16. Jahrhundert in deren okkultem System der Henochischen Magie erwähnt wird. Im 20. Jahrhundert wurde er zu einem wichtigen Element in dem von Aleister Crowley gegründetem System Thelema, in dem er der „Bewohner des Abyss“ ist, der als letztes großes Hindernis zwischen dem Adepten und der Erleuchtung gilt. Die Thelemiten glauben, dass seine Funktion darin besteht, das Ego zu zerstören, damit der Adept über den Abyss der okkulten Kosmologie hinausgehen kann, wenn man ihm mit der richtigen Vorbereitung begegnet.

## Herkunft und Variationen
Die Herkunft des Begriffs Choronzon ist umstritten, da er vor allem in okkulten Kontexten auftaucht und keine klare historische oder sprachliche Wurzel hat.
Der Name Choronzon wurde erstmals in den Aufzeichnungen von John Dee und Edward Kelley im 16. Jahrhundert erwähnt, die als Begründer der enochianischen Magie gelten. In diesen Schriften taucht Choronzon als ein mächtiges und chaotisches Wesen auf, das als Dämon des Abyss und als Zerstörer beschrieben wird. Der genaue Ursprung des Namens wird in diesen Texten nicht erklärt. Dee und Kelley wollen ihn angeblich durch spirituelle Visionen oder Offenbarungen von engelhaften Wesen erhalten haben.
Aleister Crowley übernahm den Namen Choronzon aus Dees System und erweiterte dessen Bedeutung in seinen eigenen magischen Praktiken. Er sah Choronzon als archetypisches Konzept und nicht nur als individuelles Wesen.
Kenneth Grant, ein Schüler Crowleys, und andere okkulte Autoren interpretierten den Namen Choronzon in Verbindung mit anderen dämonischen und mythologischen Gestalten. Laut Grant ist das Wort oder der Name Choronzon höchstwahrscheinlich eine Verballhornung von Chozzar, dessen Symbol das Dreizack ist und ihn mit Neptun-Nodens, dem Gott der Tiefe, gleichsetzt.
Es gibt keine klare etymologische Wurzel für den Namen. Einschließlich Crowleys Schreibweise des Namens, Choronzon, scheint es drei Alternativen zu geben. Méric Casaubon gibt in seiner A true and faithful relation of what passed for many years between Dr. John Dee and Some Spirits an, dass der Name Coronzon (ohne 'h') lautet. Dies steht jedoch im Widerspruch zu der Schreibweise, die in John Dees Tagebüchern steht. Donald Laycocks The Complete Enochian Dictionary: A Dictionary of the Angelic Language as Revealed to Dr. John Dee and Edward Kelley gibt die letztere Schreibweise als Coronzom an und zitiert ein Originalmanuskript (Cotton XLVI Pt. I, fol. 91a) als Quelle für die Variante. A.D. Mercers Liber Coronzom: An Enochian Grimoire diskutiert die Frage der Schreibweise ausführlich und enthält Abbildungen aus Dees Original-Tagebüchern und aus Casaubons True and Faithful Relation…, die die Unterschiede zeigen.

## Choronzons Rolle im Okkultismus
Mehrere Wissenschaftler haben sich im Zusammenhang mit Aleister Crowleys Thelema und John Dees Henochischem System mit Choronzon als Konzept in der westlichen Esoterik beschäftigt. Gemäß Kocku von Stuckrad haben sich Figuren wie Aleister Crowley magische Traditionen aus der Renaissance, wie John Dees Henochisches System, angeeignet, um neue spirituelle Rahmen zu schaffen. Choronzon erscheint in diesen Diskussionen als chaotische und gegnerische Kraft, die die Fragmentierung des Ichs während der spirituellen Transformation symbolisiert. In seinen Studien zur Esoterik und zur Geschichte der Magie hebt Egil Asprem die Rolle von Choronzon als Test- oder Torwächterfigur hervor, die in fortgeschrittenen Stadien der mystischen Praxis konfrontiert werden muss. Er konzentriert sich dabei auf die doppelte Natur des Choronzon, der sowohl eine Quelle des Chaos als auch eine notwendige Herausforderung auf dem Weg zur Erleuchtung darstellt. Wouter Hanegraaff liefert einen breiteren Kontext für das Verständnis von Figuren wie Choronzon, indem er analysiert, wie die moderne Esoterik Symbole aus früheren mystischen Traditionen interpretiert und integriert. Dabei wird Choronzons Rolle bei der „Überquerung des Abgrunds“ als Teil einer transformativen Reise verstanden, die ihre Wurzeln in den thelemischen Lehren hat.

### Choronzon nach Crowley
Der erste moderne Interpret von Choronzon ist Aleister Crowley. Er macht Choronzon in seinem Werk The Vision and the Voice (1909) zu einem zentralen Element seiner mystischen und magischen Lehren. In der Thelema wird Choronzon als Wächter des Abyss dargestellt, der metaphysischen Leere, die das individuelle Selbst vom Göttlichen trennt. Der Abyss steht für die Vernichtung des Egos, ein notwendiger Schritt zur Erlangung der spirituellen Erleuchtung in Crowleys Rahmen. Crowley beschreibt Choronzon als die Verkörperung von Chaos, Illusion und fragmentiertem Ego und bringt ihn mit dem Abgrund in Verbindung, einer symbolischen Kluft in der thelemischen Kosmologie, die den Übergang vom weltlichen Wissen zum universellen Verständnis darstellt. In diesem System wird Choronzon nur in der Evokation Gestalt verliehen, damit er beherrscht werden kann.
Crowley gibt an, dass er und Victor Benjamin Neuburg Choronzon im Dezember 1909 in Bou Saâda, Algerien, beschworen haben. In Crowleys Bericht ist unklar, ob Choronzon in ein leeres salomonisches Dreieck beschworen wurde, während Crowley woanders saß, oder ob Crowley selbst das Medium war, in das der Dämon beschworen wurde. Fast alle Autoren außer Lawrence Sutin gehen davon aus, dass er Letzteres meint. In dem Bericht wird beschrieben, wie Choronzon seine Gestalt verändert, was als Bericht über eine tatsächliche Metamorphose, als subjektiver Eindruck Neuburgs oder als Erfindung Crowleys gelesen werden kann.
Der Bericht beschreibt, dass der Dämon Sand über das Dreieck warf, um es zu durchbrechen, woraufhin er Neuburg „in der Gestalt eines nackten Wilden“ angriff und ihn zwang, ihn mit der Spitze eines Dolches zurückzuschlagen. Crowleys Bericht wurde als unzuverlässig kritisiert, da die relevanten Originalseiten aus dem Notizbuch, in dem der Bericht geschrieben wurde, herausgerissen wurden. Dies und andere Ungereimtheiten in dem Manuskript haben zu Spekulationen geführt, dass Crowley das Ereignis gefälscht hat, um sein eigenes Glaubenssystem zu unterstützen. Crowley selbst behauptete in einer Fußnote zu dem Bericht in Liber 418, dass die größten Vorsichtsmaßnahmen zu der Zeit ergriffen wurden, um über den Ritus der Evokation Stillschweigen zu bewahren. Arthur Calder-Marshall behauptet dagegen in The Magic of my Youth, dass Neuburg eine ganz andere Darstellung des Ereignisses gab und behauptete, dass er und Crowley den Geist „eines Baumeisters aus Ur der Chaldäer“ beschworen, der sich „P.472“ nannte. Das Gespräch beginnt, als zwei britische Studenten Neuburg nach einer Version der Geschichte fragen, in der Crowley ihn in ein Zebra verwandelt und an einen Zoo verkauft hat. Neuburgs Antwort in diesem Buch widerspricht sowohl den Worten, die ihm in Liber 418 zugeschrieben werden, als auch der Aussage des Crowley-Biografen Lawrence Sutin.
Da’at, die elfte Sephirah des Baums des Lebens, ist auch die Heimat von Choronzon. Es wird angenommen, dass Choronzon durch die Macht der Göttin Babalon, die in Binah, der dritten Sephirah wohnt, in Schach gehalten wird. Sowohl Choronzon als auch der Abyss werden in Crowleys Bekenntnissen (Kap. 66) behandelt:

„Der Name des Bewohners des Abyss ist Choronzon, aber er ist nicht wirklich ein Individuum. Der Abyss ist leer vom Sein; er ist mit allen möglichen Formen gefüllt, die alle gleich sinnlos sind und daher im einzig wahren Sinne des Wortes böse - das heißt, sinnlos, aber bösartig, insofern sie danach streben, wirklich zu werden. Diese Formen werden wie Kleintromben sinnlos zu Haufen aufgewirbelt, und jede dieser zufälligen Ansammlungen behauptet, ein Individuum zu sein, und schreit: ‚Ich bin ich!‘, obwohl sie sich die ganze Zeit bewusst ist, dass ihre Elemente keine wirkliche Verbindung haben; so dass die geringste Störung die Täuschung auflöst, so wie ein Reiter, der einer Kleintrombe begegnet, ihn in einem Sandregen zur Erde bringt.“

C.F. Russell, einer von Crowleys Schülern, gründete später den „Choronzon Club“, der später in GBG umbenannt wurde.

### Grants Konzept von Choronzon
Kenneth Grant erweitert Crowleys Interpretation, integriert die Figur Choronzon als Konzept mit archetypischen und esoterischen Dimensionen in seine Arbeit und beschreibt sie in den Typhonischen Trilogien als eine Manifestation von Illusion und Ego, die den Pfad zu höherer Erkenntnis blockiert. Choronzon wird von Grant als Dämon des Abyss (Abgrund) verstanden, und als Symbol für die Fragmentierung und Zerstreuung des Bewusstseins. In seinem Buch Die Nachtseite von Eden beschreibt er Choronzon als Wächter des Abyss, der den Übergang zwischen der materiellen und der spirituellen Welt schützt und verbindet ihn mit dem Konzept des Qlippoth-Baumes, dem Schattenaspekt des kabbalistischen Lebensbaums, der die verborgenen oder dunklen Aspekte der Schöpfung symbolisiert.

### Choronzon in der Chaosmagie
Ähnlich wie Satan von einigen, die den abrahamitischen Gott ablehnen, verteidigt wird, wurde Choronzon von einigen ikonoklastischen Okkultisten, insbesondere von Chaosmagiern, als eine positive Figur verstanden. Peter Carrolls Mass of Choronzon ist ein Ritual, bei dem es darum geht, die Energie des eigenen Ichs in das Universum zu schleudern, um einen unbekannten Wunsch zu erfüllen, was zum Teil als Inspiration für modernisierte Rituale diente, die auf dem „333er Strom“ basieren. Carroll selbst erklärt jedoch, dass Choronzon einfach der Name für die zwanghaften Nebeneffekte einer verblendeten Suche nach einem falschen heiligen Schutzengel ist, oder für alles, was der Magier mit seinem eigenen tiefgründigen Genie verwechseln würde.

## In der Popkultur
Eine Beschwörung von Choronzon bildet die Grundlage für eine Folge von Hammer House of Horror aus dem Jahr 1980 mit dem Titel „Guardian of the Abyss“, in der eine Sekte namens The Choronzon Society den Hellseher-Spiegel von John Dee benutzt, um Choronzon zu beschwören.
Ein experimentelles Multimediaprojekt mit dem Namen Choronzon existiert seit den späten achtziger Jahren. Es begann als zwei getrennte und unbekannte Kassetten-Kulturprojekte, eines von der Westküste der Vereinigten Staaten und das andere aus dem Osten der USA. Als das Internet die beiden Projekte aufeinander aufmerksam machte, schlossen sie sich zu einem Projekt zusammen. Ab 2021 betreiben sie die Domain choronzon.org. Sie haben mehrere Alben und ein gedrucktes Buch mit dem Titel Panic Pandemic veröffentlicht. Da sie behaupten, dass ihre Musik nicht nur Musik ist, sondern auch Magie beinhaltet, werden die Werke des Projekts sowohl im Untergrund als auch auf traditionellem Wege verbreitet. Der Dämon Choronzon wird als tatsächliches Mitglied des Projekts genannt, ein Teil davon hat sich darauf konzentriert, den Mythos um diese Entität über die thelemische Version von Choronzon hinaus in eine modernisierte „post-abyssale“ Version zu erweitern und Choronzon als Antiheld und Halbgott darzustellen, nachdem er zu einem umgekehrten Satan in Form eines „auferstandenen Dämons“ wurde. Er wird auch als rekrutierbarer Dämon in den Shin Megami Tensei Spielen vorgestellt.
Choronzon ist ein Dämon in The Sandman von Neil Gaiman, in dem er den Helm von Dream of the Endless in Besitz nimmt. Als Dream in die Hölle hinabsteigt, um den Helm zu holen, fordert er Choronzon zum Ältesten Spiel heraus. Dream gewinnt das Spiel, indem er Choronzons Anti-Leben mit Hoffnung kontert.